# Sig nærmer tiden
Sig nærmer tiden, da jeg må væk er en sang med tekst af Steen Steensen Blicher.
Den mest udbredte melodi er af Oluf Ring. Teksten stammer fra digtsamlingen Trækfuglene af Blicher.

## Tekst
I Blichers Trækfuglene er Sig nærmer tiden det første digt og bærer der titlen Præludium. Det efterfølgende digt er den også ganske kendte Ouverture med førstelinjen Det er hvidt herude.
Digtet har otte strofer med hver fire verselinjer hvor der er krydsrimet efter rimmønstret aBaB (væk, Stemme, Træk, hjemme i første strofe).

## Melodi
Digtet fik allerede i 1838 melodi af organist Frederik Foersom. Denne melodi er ikke udbredt.
En Jakob Knudsen har skrevet en melodi.
En melodi af Thomas Laub findes også.
Den almindeligt kendte melodi er af Oluf Ring fra 1922.
Mindre kendt, men dog hørt er Poul Schierbecks version.

## Udgivelser
I fjerde udgave af Sangbog udgivet af foreningen for höjskoler og landbrugsskoler fra 1902 findes tekstens otte strofer og som melodi er refereret Jakob Knudsen.
De otte strofer og henvisningen til Jakob Knudsen findes også i Johan Borups Dansk Sangbog fra 1914. Her er sangen grupperet i afsnittet "Jylland".
I Højskolesangbogens 19. udgave er den nummer 520 og som melodi angives Oluf Rings.

## Indspilninger
Anne Dorte Michelsen og Kim Larsen & Kjukken er blandt dem der har indspillet Sig Nærmer Tiden.
Pernille Rosendahls version med  Henrik Dam Thomsens celloakkompagnement fra DR Koncerthuset blev filmet.
Deres version findes også som optagelse til DR's serie Dagens Højskolesang.
Rosendahl-Thomsen kombinerer Poul Schierbecks og Oluf Rings melodi.
Eivør Pálsdóttir sang Rings udgave i DR's program Fællessang - hver for sig akkompagneret af synthesizer og klaver.
Schierbecks version høres med sopranen Henriette Bonde-Hansen akkompagneret på klaver af Christen Stubbe Teglbjærg.
Kim Sjøgren og Lars Hannibal har som Duo Concertante indspillet en instrumentalversion af sangen.
Benjamin Koppel har stået for jazzversion.
Sangen blev brugt i filmen I krig & kærlighed (2018), hvor den blev sunget af Rosalinde Mynster.